# Буронское сельское поселение
Буронское се́льское поселе́ние — муниципальное образование в Алагирском районе Северной Осетии Российской Федерации.
Административный центр — посёлок Бурон.

## История
Статус и границы сельского поселения установлены Законом Республики Северная Осетия-Алания от 5 марта 2005 года № 11-рз «Об установлении границ муниципального образования Алагирский район, наделении его статусом муниципального района, образовании в его составе муниципальных образований - городского и сельских поселений и установлении их границ»

## Население
| 2010 | 2011 | 2012 | 2013 | 2014 | 2015 | 2016 |
| ---- | ---- | ---- | ---- | ---- | ---- | ---- |
| 548  | →548 | ↗549 | ↘542 | ↘535 | ↘530 | ↗531 |
| 2017 | 2018 | 2019 | 2020 | 2021 | 2023 | 2024 |
| ↗537 | →537 | ↘531 | ↘527 | ↘355 | ↗361 | ↘353 |
| 2025 |      |      |      |      |      |      |
| →353 |      |      |      |      |      |      |

## Состав сельского поселения
| № | Населённый пункт | Тип населённого пункта          | Население |
| - | ---------------- | ------------------------------- | --------- |
| 1 | Бурон            | посёлок, административный центр | →353      |